# Береснев, Павел Алексеевич
Павел Алексеевич Береснев (род. 2 мая 1948, Бийск, Алтайский край, РСФСР, СССР) — советский и российский спортсмен-биатлонист, Заслуженный тренер РСФСР (1988).

## Биография
Лыжным спортом увлёкся ещё в школе. Продолжил участие в соревнованиях, учась в Бийском техникуме лесного хозяйства. Биатлоном начал заниматься, поступив в Барнаульский государственный педагогический университет. Во время прохождения срочной службы в Советской армии служил в спортивной роте Западно-Сибирского военного округа.
В 1972 году, после возвращения со службы, работал тренером-преподавателем спортивного общества «Зенит» при Алтайском научно-исследовательском институте химической технологии.
В 1978 году переехал в Свердловск, где начал работать с группой биатлонистов школы-интерната спортивного профиля. Среди членов этой группы были будущие Олимпийские чемпионы и победители других крупных соревнований: Юрий Кашкаров, Игорь Шмаров, Эдуард Похолков и т.д. С 1980 года работал с Сергеем Чепиковым, с 1982 года Виктором Майгуровым. Был наставником победителя зимней Европейской недели В. Чернышева (1999) и бронзового призера первенства Мира, победителя и серебряного призера Европы Александра Кудряшова.
Был удостоен звания «Заслуженный тренер РСФСР» в 1988 году. Также награжден нагрудным знаком «Отличник физической культуры и спорта».
С 1978 года и до сентября 2016 был старшим тренером отделения биатлона Училища олимпийского резерва № 1 г. Екатеринбурга. Был уволен в связи с «кадровой политикой» руководства учреждения. Случай вызвал негодование среди подопечных тренера.